# Al Tall
Al Tall va ser un conjunt valencià de música d'arrel tradicional fundat el 1975, reconegut per la fecunda trajectòria i pioner en la reinterpretació de la tradició musical i sonora del seu país a l'estil de la Riproposta italiana, emmarcada dins d'una concepció mediterrània de la música popular.
Sovint es comparen amb altres grups cabdals en la revisitació de la cançó tradicional com La Bullonera a l'Aragó, Milladoiro a Galícia, Nuevo Mester de Juglaría a Castella i Oskorri al País Basc. Dels quatre membres inicials, Vicent Torrent i Manolo Miralles són els únics dos que han continuat ininterrompudament en el grup fins a la seua dissolució en 2013; de tots els músics que han passat pel grup, Miquel Gil és l'exmembre més conegut (per la seua actual carrera en solitari) i qui més hi ha col·laborat esporàdicament.

## Cronologia
La història del grup s'estén al llarg de pràcticament trenta-huit anys, amb més de catorze discs editats durant aquestes quatre dècades, de les que els primers deu anys de trajectòria foren els més productius. A l'octubre de 2012 anunciaren formalment la finalització de la seua activitat artística com a grup i van realitzar l'últim concert el 18 d'octubre de 2013 al Palau de Congressos de València.

### Anys 70
Al Tall es va fundar a principis de 1975 amb Manolo Lledó, Manolo Miralles, Miquel Gil i Vicent Torrent com a integrants, tots ells músics autodidactes d'altres formacions ja extintes (cas de Lledó en Els Sols i de Torrent en l'Equip València-Folk) o amb una discreta carrera en solitari (cas de Miralles, que va arribar a ser teloner de Raimon): Vicent Torrent i Miquel Gil es van conèixer en una acampada del Centre Excursionista de València al Bosquet de Moixent en la primavera d'aquest any. Uns mesos més tard, a la Universitat Catalana d'Estiu de Prada van decidir crear el nou grup junt amb Lledó, el qual va proposar a Miralles. Després d'un parell d'aparicions a Albal i a la Facultat de Filosofia i Lletres de València, el grup va debutar oficialment a la Pobla de Vallbona en el pati de les Escoles Colon el 21 de juny de 1975 .

#### Cançó popular, País Valencià
Ja sense Lledó, el mateix any gravaren i editaren el primer vinil, homònim (Cançó popular, País Valencià a efectes de discografia), que conté temes originals com Per Mallorca (una de les cançons més representatives de la seua idiosincràsia) o D'avui és el cantar; poemes musicats com La mel (d'Eugeni Evtutxenko), A una oreneta que em desvetllà a trenc d'alba (de Marià Manent) o Tots em tiren pedraetes (d'Estellés); i cançons populars valencianes com L'hereu Riera o la Cançó de la llum, que els ocasionà més d'un maldecap amb les autoritats: el primer d'ells, a Borriana, el setembre del 1976.

#### Deixeu que rode la roda
El segon disc, Deixeu que rode la roda, va aparèixer cap a la fi de l'any 1976: dedicat a Ramon el Pansot -seguidor incondicional del conjunt, mort aquell any, que sempre els cantava El casament de Maria la Xapa-, el repertori inclou la peça original més emblemàtica, la del Tio Canya, a més d'altres cançons destacables com Darrer diumenge d'octubre (un homenatge a l'Aplec del Puig), Del Saler (en protesta per la imminent urbanització d'aquella platja de l'Albufera) o la Cançó de bressol tradicional valenciana. Ací s'estrenaven el cantautor d'Alberic Enric Ortega com a membre de ple dret, encarregat especialment d'animar la gent durant els concerts; la seua dona Empar Torres, que hi col·laborava com a cantant; i, a partir de l'any 1977 Oswaldo Blanco, que feia les funcions de representant i menejador del grup.

#### Posa vi, posa vi, posa vi...
Enric Ortega moriria el 14 de maig de 1978, poc després de la presentació del tercer disc: en Posa vi, posa vi, posa vi..., un recull monogràfic de cançons populars de taverna on el d'Alberic va intervindre tant en la selecció de temes com en l'arranjament de les versions. La resta de membres d'Al Tall el van homenatjar -junt amb altres figures destacades de la cançó valenciana (i també la seua viuda)- en un recital als Vivers de València. El mateix Enric havia participat abans en un altre homenatge: poc després de l'edició del Posa vi..., els Al Tall van traure l'únic senzill, A Miquel assassinaren, una petenera gravada expressament en record del comunista alacantí Miquel Grau, amb lletra d'Ortega.

#### Quan el mal ve d'Almansa...
El mateix any 78, el grup encetava una sèrie de concerts que els portaria a actuar al poble alemany de Tubinga (en un festival d'homenatge a Víctor Jara) i a les Sis Hores de Cançó a Canet (en desgreuge a Albert Boadella); i, ja el 1979, a París (per la Primera Setmana del País Valencià), a les Sis Hores de Cançó de Perpinyà, i a Vilanova d'Olt (Occitània). Aquell any 79 veia la llum Quan el mal ve d'Almansa..., el disc més conegut de la banda i, fins llavors, el seu projecte més ambiciós: donar a conèixer, per mitjà de la música, un dels episodis més desconeguts de la història valenciana, la desfeta d'Almansa. Encara que, al remat, la part conceptual del disc només arriba a omplir una cara, la cantata aporta peces emblemàtiques com Processó, Lladres i Cant de Maulets; la cara B conté cançons com Nuclears? No, gràcies, la ja coneguda A Miquel assassinaren i la darrera aportació, pòstuma, d'Enric Ortega: Bolero.

### Anys 80

#### Som de la pelitrúmpeli
En setembre de 1980 participaren per primera volta en els Rescontres de la Mar a la ciutat provençal d'Arles, un festival musical de vocació mediterrània organitzat per l'occità Jan-Mari Carlotti que els Al Tall s'encarregarien d'importar a València més avant. En desembre del mateix any van traure al mercat el segon disc monogràfic, Som de la pelitrúmpeli: una narració amb protagonistes infantils que fan un viatge musical per diverses comarques valencianes per mitjà de cançons populars emblemàtiques com La Bolangera o Les Tomasines: va ser, possiblement, el primer treball de la Cançó adreçat expressament a la xicalla.
L'any 81 participaren en l'acte de desgreuge a Fuster organitzat per Acció Cultural a la Plaça de Bous de València: l'assagista suecà, que havia sigut objecte d'un atemptat amb bomba, va ser homenatjat per destacats intel·lectuals internacionals i pels artistes valencians davant de vint mil persones. També assistiren al festival Som una nació, celebrat al Camp Nou amb cent mil espectadors, i tornaren a actuar en els Rescontres d'Arles i a Marsella, la qual cosa els inspirà per a traslladar el concepte al seu país: la Trobada de Música del Mediterrani. L'experiència els introduiria de ple en el fenomen musical de la Riproposta i els posaria a l'altura d'altres grups cabdals en la música d'arrel com la Nova Compagnia di Canto Popolare de Nàpols, els Músics del Nil d'Egipte, els occitans Mont-Jòia (amb Carlotti al capdavant) o els saharians Muluk el-Hwa, amb els quals tornarien a col·laborar més endavant.

#### Cançons de la nostra Mediterrània
L'any 82 gravaren un disc amb la mallorquina Maria del Mar Bonet: Cançons de la nostra Mediterrània podria considerar-se el tercer disc monotemàtic del grup, en oferir un repertori popular del conjunt del seu domini lingüístic entés com a fragment de la tradició comuna a tots els pobles mediterranis. Pel que es llig en la carpeta, la idea inicial era encetar una sèrie de gravacions compartides amb altres artistes mediterranis que hauria tingut continuïtat amb un segon disc de peces internacionals (algerianes, calabreses o xipriotes) amb el Mediterrani com a vincle comú. La llista de cançons d'este disc inclou temes de Catalunya (El segador més petit), les Illes (Sa mort d'en Colomer) i València (el Bolero de l'Alcúdia). Aquell any tornarien a participar en els Rescontres de Marsella i Grassa, a sengles festivals més d'arrel mediterrània a Roma i a París (Voix et Musiques du Bassin Mediterranéen), a les ciutats de Barcelona, Madrid, Bilbao, Saragossa i a la seua València natal, on van ser l'objectiu d'una campanya en la seua contra organitzada pel blaverisme local.

#### Tocs i vares
L'any següent van reprendre l'evolució interrompuda pel disc amb la Bonet i editaren Tocs i vares, un experiment on portaven els principis de la Riproposta a la màxima expressió en imitar les maneres antigues d'afinar, de compondre i d'improvisar sobre una sèrie de «vares» (equivalents als palos del flamenc): jotes, havaneres, valencianes i marxes mores de nova creació, amb lletres originals que intenten reflectir la realitat social del moment. Les crítiques a este enregistrament anaven del suport més unànime a la condemna més explícita: Tocs i vares va suposar, per tant, un punt d'inflexió en la carrera dels Al Tall, per la forma i pel contingut de les cançons; sorprenentment, la Cançó de la llum era l'única peça del seu repertori que els donava problemes amb les autoritats, com va passar aquell any a Alberic. A banda d'eixe incident, el grup va presentar el seu disc en directe a Montpeller, Besiers, Barcelona, Palma i a sengles festivals d'Almansa i de Benidorm. La gira continuava el 1984 al Théâtre de la Ville de París, als escenaris d'Ais de Provença, Aosta, Còrsega, Marsella, Toló i a l'Encuentro de la Música Popular de les Palmes de Gran Canària. La polèmica amb la Cançó de la llum es va repetir al poble alcoià de Biar; l'alcalde de Benetússer tembé els va prohibir gravar un documental a este poble que, finalment, es va gravar a Picanya, però que no s'estrenaria fins a l'any 90.

#### Xarq al-Andalus
Amb motiu de l'imminent desé aniversari del conjunt l'any 85, van editar un disc doble amb les cançons més significatives de la primera etapa conjuntament amb la seua antiga discogràfica Edigsa, llavors ja PDI. L'any de l'efemèride publicaren el seu disc més exòtic amb la col·laboració dels Muluk el-Hwa: Xarq al-Andalus: el títol fa referència a la Xàrquia, o siga, la part oriental d'al-Àndalus que coincidia poc més o manco amb el territori valencià actual, ja que s'estenia des de Múrcia fins a les terres de l'Ebre. Per a l'ocasió ambdós grups musicaren alguns poetes valencians de l'època prejaumina suggerits per l'escriptor gandià Josep Piera: esta nova experiència consistia en, tornant més arrere encara, reprendre la tradició musical andalusina interrompuda amb la creació del Regne de València en fusionar-se amb el flamenc i els ritmes gnawa. El disc, que també va ser editat en casset junt amb una guia didàctica, el presentaren a la Societat Coral el Micalet, al Gran Teatre d'Alzira i a la mostra Cançons de la Mediterrània de Palma.

#### Xavier «el Coixo»
L'any 86 el grup seguia rodant el Xarq al-Andalus, que a l'any següent va ser editat a Alemanya: el 10 d'octubre de 1987 actuaren junt amb els Muluk en el programa de televisió Nachtmusik im WDR a Berlín. En octubre del 88 arribaven a Mèxic per a participar en el  XVI Festival Internacional Cervantino, on Àngel Cosmos (el seu «biògraf», aleshores resident al país) els va fer de guia alhora que els presentava al públic mexicà: el conjunt va actuar a la Ciutat de Mèxic i a Cuernavaca, entre molts altres llocs, amb un èxit sorprenent. En tornar a València editaren el seu disc més informal, Xavier «el Coixo», amb versions de temes festers com la conegudíssima marxa mora de La Xafigà que li dona nom, peces populars com els Porrots de Silla i mediterrànies com el Ballu cantadu sard (però cantat en valencià) o una cançó del seu amic Carlotti; l'únic original del disc, La Maregassa, és un homenatge per part de Vicent Torrent a tots els artistes mediterranis cabdals en la definició del seu marc musical.

### Anys 90

#### Quart Creixent
La Maregassa va ser l'aportació d'Al Tall a l'espectacle col·lectiu Quart Creixent, un recital conjunt estrenat a final de l'any 1990 que ajuntava quasi tres generacions de música en valencià: Vicent Torrent, a més, era coautor amb Enric Murillo de la cançó que donava nom al concert (i que seria la «mort» de Lluís el Sifoner). El 9 de novembre del mateix any telonejaven Loquillo en la Festa de benvinguda de la Universitat de València, a la plaça de bous de la ciutat. Encara que la dècada dels 90 és la menys fructífera del grup a efectes discogràfics, els Al Tall no van deixar d'oferir concerts ni de participar activament en les reaccions a una època de canvis polítics importants.

#### Europ eu!
Així, el 26 de juny de 1991 participaren en el Concert per la Llibertat dels Insubmissos al pavelló de la Font de Sant Lluís organitzat pel Moviment d'Objecció de Consciència; l'any 92 actuaven a l'Expo de Sevilla i el canal Eurovisió retransmetia el seu concert del Festival Cervantino; l'any 93 homenatjaren Estellés i Guillem Agulló, morts aquell any, en el II Tirant de Rock; al jove maulet assassinat li dedicarien el seu disc de l'any següent, Europ Eu!, editat després de sis anys de sequera discogràfica. Europ eu condensa tots els estils adquirits pel grup al llarg de quasi dos dècades d'història: com en Quan el mal ve d'Almansa..., la meitat de les cançons constituïx una unitat narrativa, encara que també hi apareixen peces explícites com la que dona títol al disc.

#### 20 anys
Després d'Europ eu! tardarien cinc anys més a tornar a traure un disc d'estudi; mentrestant no deixaren de militar en causes compromeses i actuaren en la I Setmana Antirracista i Antifeixista de Burjassot i en diferents edicions del Tirant de Rock a la plaça de bous de València; inclús Vicent Torrent va tindre temps d'editar un disc en solitari, Rosa perduda (Difusió Mediterrània, 1994). El 1995, amb motiu del seu vinté aniversari com a grup, els d'Al Tall van oferir un concert multitudinari al Teatre Principal de València acompanyats de molts dels seus ex membres i col·laboradors: Miquel Gil, Maria del Mar Bonet i Muluk el-Hwa, entre molts altres.

#### La nit
L'any 1999, a punt de canviar de segle, editarien el primer disc amb Picap, La nit, on la crítica explícita es convertia en el tema principal de les noves cançons com La negociació o la pista homònima. El canvi es fa evident en el disseny de la portada, que abandona la imagineria clàssica i aposta per un disseny gràfic més minimalista. L'any anterior, Vicent Torrent rebé el Premi Tio Canya que atorga anualment el Bloc de Progrés Jaume I de l'Alcúdia per la seua trajectòria al capdavant del grup.

### Segle XXI

#### 25 anys en directe
D'ençà, la productivitat del conjunt va tornar a reviscolar, encara que d'una manera un poc revisionista: l'any 2001 publicaren el seu primer disc en viu, 25 anys en directe, gravat a l'Auditori de Torrent amb els més de cent músics de la banda d'aquell poble, la Unió Musical. El muntatge, que per aquell temps era comú en grups de rock, els va servir per celebrar el seu vint-i-cinqué aniversari amb un gran nombre de concerts acompanyats per diferents bandes (la del Conservatori de Castelló, Gandia, la Primitiva de Llíria, Albalat de la Ribera, Borriana, Paterna i Picassent) fins a l'any 2003, en el qual oferiren el tradicional concert pel 25 d'abril al Campus dels Tarongers de València. El Bloc Nacionalista Valencià els concedí el premi Llibertats nacionals alhora que la Federació d'Associacions de Veïns de València i el Club A la Nostra Marxa reconeixien el treball del conjunt amb sengles guardons més.

#### Vares velles
L'any 2004 editaren Vares velles, la continuació del Tocs i vares pel que fa al terreny de la improvisació i l'estudi dels fonaments de la música popular: el resultat, desigual pel que fa al contingut, té en Això és Espanya o les Polifonies dos de les peces més destacables. El mateix any van rebre el premi Joan Coromines de la Coordinadora d'Associacions per la Llengua i l'any següent, el Socarrat Major de l'Associació Cultural Socarrats de Vila-real. Poc després inauguraven el seu lloc web oficial en la Internet i actuaven junt amb una caterva d'artistes en Recuperant la memòria, un festival d'homenatge als republicans organitzat a Benetússer on també actuaren Luis Eduardo Aute, José Antonio Labordeta o Remigi Palmero.

#### Envit a vares
L'experiència va tindre el seu punt culminant en un concert celebrat el 13 de maig de 2006 dins el II Aplec d'Algemesí de Cultura d'Arrel Tradicional amb el títol d'Envit a vares: per a l'ocasió van tocar junt amb antics amics i col·laboradors com Carlotti, Miquel Gil, Abdeljalil Kodssi (dels Muluk el-Hwa), Xavi Sarrià i Miquel Gironés (dels Obrint Pas) i van idear noves fusions amb Ramon Cardo, Spyros Kaniaris o l'Escola de Tabalet i Dolçaina d'Algemesí. La gravació del concert es va editar a les acaballes del mateix any com a CD i DVD conjunts i l'experiència es repetiria en altres llocs com ara Bétera o Torrent.
L'any 2007, en coincidint amb el 300 aniversari de la Batalla d'Almansa, Picap va reeditar Quan el mal ve d'Almansa... i Al Tall va passejar de nou la seua emblemàtica cantata amb orquestra (o amb una coral, a Sant Feliu de Llobregat) per diversos escenaris de la Guerra de Successió com Xàtiva (el 24 de febrer), Almansa (el 24 d'abril), Vinaròs (el 25 d'abril) o Dénia: allí tornarien a final d'any per participar (com a trio) en un recital pels damnificats de les pluges a la Marina Alta.
L'any 2008, el grup va rebre un homenatge (conjuntament amb Miquel Gil) de mans d'Escola Valenciana amb una actuació de Pep Gimeno Botifarra.

#### Vergonya, cavallers, vergonya
L'any 2009, Al Tall presentà un nou espectacle entorn de l'obra de Jaume I –Vergonya, cavallers, vergonya-; amb la col·laboració especial de Tomeu Penya i de Jan-Mari Carlotti. El títol del nou treball fa referència, segons el Llibre dels Fets, a unes paraules de Jaume I quan reptava l'honor dels seus cavallers que no es decidien a tirar endavant a l'inici de la complicada batalla de Portopí durant la conquesta de Mallorca (1229).
Durant la gira de despedida, Miquel Gil va haver de substituir Enric Banyuls a la veu, ja que aquest no pogué participar degut a una malaltia que el duria a la mort el 16 de gener del 2018.
A l'octubre de 2012 anunciaren oficialment la finalització de la seua activitat artística. El el 18 d'octubre de 2013 realitzaren el seu últim concert al Palau de Congressos de València. Després del seu últim concert el 2013, Al Tall ha actuat puntualment en alguns concerts multitudinaris, com l'Homenatge a València de 2016.

## Reconeixements
El 5 de febrer de 2018, la Universitat de València anuncià l'atorgament del premi Vicent Ventura al grup: el guardó, concedit també al pilotari Genovés I, va ser lliurat el 25 d'abril a l'edifici de la Nau de la Universitat de València.
El 20 d'abril de 2021 va obtenir la tercera edició del Premi 25 d'abril per les llibertats, atorgat anualment per la confederació sindical valenciana de Comissions Obreres. El guardó va ser disputat amb dues entitats finalistes: l'associació de sahrauís a Valencia Zemmur i la campanya CIEs NO.

## Membres i col·laboradors
- Àngel Marçal: ?

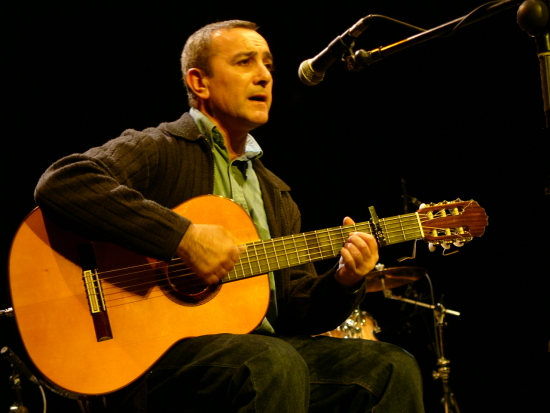
Enric Banyuls, guitarra i veu (Dénia, 2007)

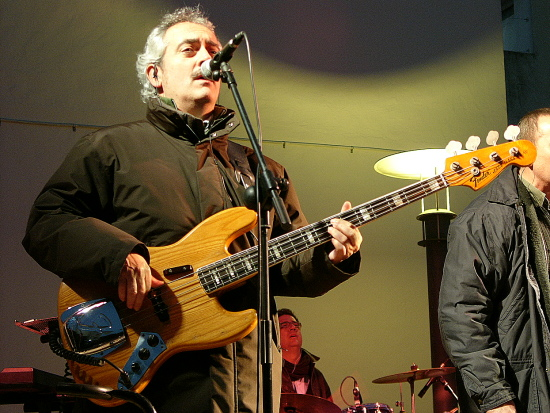
Jordi Reig, baix elèctric (Benissa, 2008)

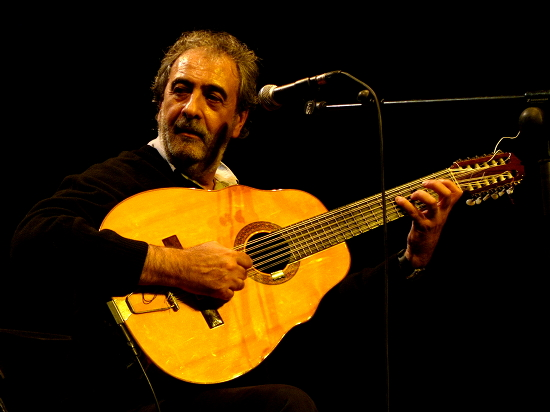
Manolo Miralles, llaüt en mà (Dénia, 2007)

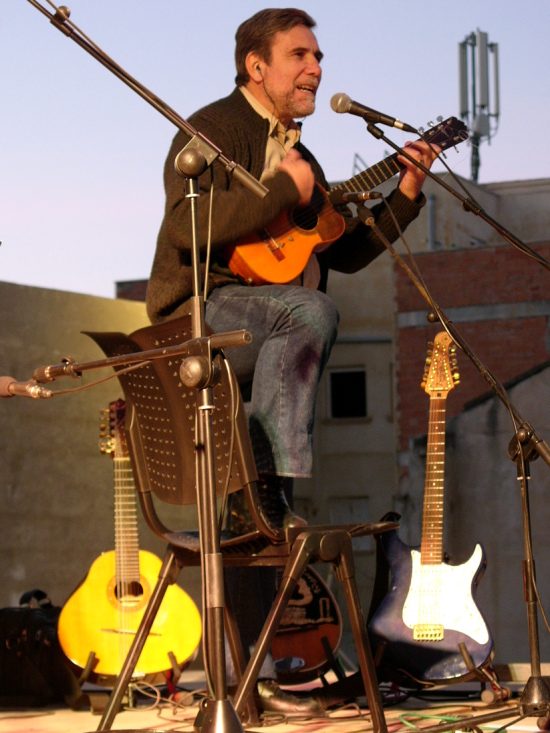
Miquel Blanco a les cordes (Benissa, 2008)

- Catalina Roig: violí en Tocs i Vares
- David Pastor: trompeta en Europ eu!
- Eliseo Parra: percussionista, veu i compositor en Quan el mal ve d'Almansa...
- Empar Torres (dona d'Enric Ortega): col·laboradora a la veu en el segon i tercer disc
- Enric Banyuls, de Corbera: veu, guitarra i percussions
- Enric Esteve: guitarra, busuki, mandolina, veu i arranjaments des de 1975 a 1979
- Enric Ortega, d'Alberic: membre entre 1976 i 1978, any de la seua mort
- Francesc Salanova: oboè en Quan el mal ve d'Almansa...
- Josep Àngel Murillo, de Sueca: clarinet, timbals cromàtics i percussió en Tocs i Vares
- Josep Vicent Herrera: clarinet en Xarq-al-Andalus
- Josemi Sanchez: dolçaina entre 1987 i 1999
- Jordi Reig, de Gandia: baix elèctric, teclats, veus i arranjaments
- Jorge Sarraute: contrabaix en Cançons de la nostra Mediterrània
- Lautaro Rosas: instruments de corda en Cançons de la nostra Mediterrània
- Lucho Aguilar: baix elèctric en Xarq-al-Andalus
- Manuel Boix: realitzador de la major part d'obra gràfica sobre el grup des dels seus inicis
- Manolo Lledó, de Sueca: membre fundador, va deixar el grup el mateix any 75
- Manolo Miralles, de Xàtiva: fundador en actiu i compositor, ha tocat quasi tots els instruments
- Manolo Pérez Gil: arxillaüt en Tocs i Vares
- Marcial Picó: flauta en Xarq-al-Andalus
- Maribel Crespo: guitarra, busuki, llaüt
- Mario Puig: flauta en Cançó popular, País Valencià
- Miquel Benet: Arp Odissey en Xarq-al-Andalus
- Miquel Blanco: guitarra, busuki, llaüt, baix, guitarró, arranjaments, veus i composició
- Miquel Gil, de Catarroja: membre fundador, va deixar Al Tall després del Xarq-al-Andalus (1984)
- Palmira Martínez: violoncel en Xarq-al-Andalus
- Pasqual Peris: acordió en Cançons de la nostra Mediterrània
- Pep Gómez: Arranjaments al Posa Vi, Quan el mal ve d'Almansa, Som de la Pelitrúmpeli, Cançons de la Nostra Mediterrània, Tocs i Vares. Baix elèctric, llaüt i veus des de 1977;se'n va anar després del Tocs i Vares.
- Pilar Dauder: castanyoles en Quan el mal ve d'Almansa...
- Ramon Garcia: dolçaina entre 1987 i 1992
- Ricard Esteve: guitarra en Xarq-al-Andalus
- Robert Moreno: bateria i percussions en l'actualitat
- Vicent Alonso: guitarra, cordes del 1979 al 1981 i arranjaments en Som de la pelitrúmpeli
- Vicent Balaguer: flauta en Xarq-al-Andalus
- Vicent Cortina, de La Pobla de Vallbona bateria i percussions entre 1985 i 2005
- Vicent Lluís Fontelles: baix, teclats i arranjaments des de 1984 a 1986
- Vicent Hervàs, d'Albal: clarinet, flauta i dolçaina entre 1981 i 1983
- Vicent Torrent, de Torrent: fundador en actiu, lletrista i compositor, toca les cordes, l'acordió i canta
- Xavier Ahuir: dolçaina, flauta, saxo midi i arranjaments
- Xavier Mas: instruments de corda en Cançons de la nostra Mediterrània
- Xema Senabre: cordes, trompeta i arranjaments des de 1980 a 1996
- Ximo Caffarena, de Tavernes: saxos, flauta i arranjaments del 1979 al 1996.[24]

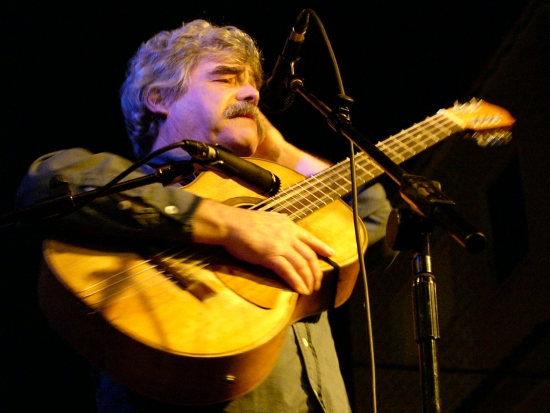
Jan-Maria Carlotti
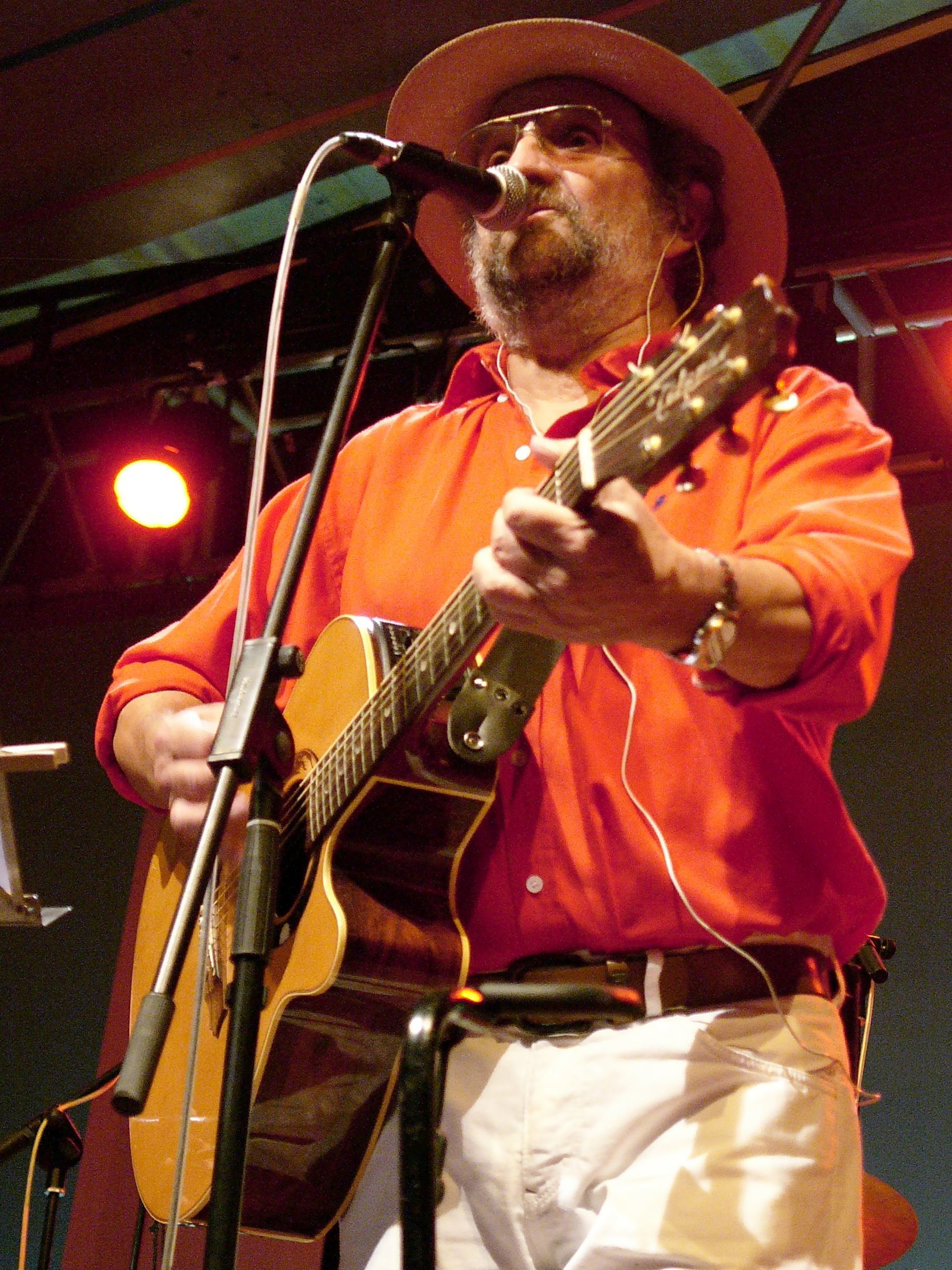
Tomeu Penya

## Discografia
| • Cançó popular, País Valencià (1975) |
| --- |
| (Edigsa) 1. Obriu cabretes (02'50") 2. La mel (04'33") 3. El xicot canta molt bé (02'54") 4. Cançó de batre (?) 5. L'hereu Riera (04'56") 6. Podadors (01'51") 7. Arrier m'han posat (?) 8. Tots em tiren pedraetes (03'30") 9. Per Mallorca (04'28") 10. La collita dels tarongerars (03'32") 11. D'avui és el cantar (04'13") 12. A una oreneta que em desvetllà a trenc d'alba (01'40") 13. Cançó de la llum (02'42") |

| • Deixeu que rode la roda (1977) |
| --- |
| (Edigsa) 1. Romanç de la farina (03:37) 2. Quan el Moreno (04:15) 3. La porquerola (04:47) 4. Xàquera vella (03:34) 5. Ding dong (05:19) 6. La dansà (01:44) 7. Les penes són (03:00) 8. En casa del dimoni (02:37) 9. Tio Canya (05:01) 10. Del Saler (03:25) 11. Hala Mare (03:59) 12. Masurca de l'agre-dolç (01:38) 13. Darrer diumenge d'octubre (03:08) |

| • Posa vi, posa vi, posa vi… (1978) |
| --- |
| (Edigsa) 1. Ja vénen les vermaores (02:27) 2. Els festers de Sant Joan (03:18) 3. Pere de la Mel (01:53) 4. Romanç de Sant Rorro (04:14) 5. Jota de ronda (04:36) 6. Les xiques quan són fadrines (01:51) 7. Dansa del trull (03:36) 8. La Pepa l'espardenyera (02:30) 9. A les portes del cel (02:07) 10. Ens fan tancar les tavernes (01:44) 11. No en volem cap 12. Córrega la bota (06:41 |

| • A Miquel assassinaren (1978)                       |
| ---------------------------------------------------- |
| (Edigsa) 1. A Miquel Grau (03:38) 2. Danseta (01:27) |

| • Quan el mal ve d'Almansa… (1979) |
| --- |
| (PDI) 1. Dansa de nanos (1'58") 2. Processó 1. Introducció (0'39") 2. Dansa (1'54") 3. Processó (1'58") 3. El 2 i 15 (2'00") 4. Romanç de cec (3'42") 5. Lladres (3'01") 6. Cant de maulets (2'28") 7. Albaes (2'15") 8. Polca (1'19") 9. Nuclears?... No, gràcies (4'33") 10. La colometa (2'48") 11. Bolero (2'54") 12. Per culpa (1'36") 13. El fantasma (2'33") 14. A Miquel Grau (3'04") |

| • Som de la pelitrúmpeli (1980) |
| --- |
| (Ànec) 1. Patilles tòrtiques 2. Taninà 3. Ix xica a ballar 4. Murga 5. La Bolangera 6. Cant de sereno 7. Oh, oh, què és este roïdo 8. Les claus de Déu 9. Toca-li el peu 10. Dansà de Sorita-Porrots de Silla 11. La Pere-Joana 12. El tio Toni 13. El dilluns jo no treballe 14. El tio Caliu 15. Gori gori 16. Caragol xim pum 17. Les tomasines 18. Dansa del burret 19. Mareta, mareta 20. Cançó de bressol |

| • Cançons de la nostra Mediterrània (amb 'aria del Mar Bonet) (1982) |
| --- |
| (Ariola) 1. El segador més petit 2. La ploma de perdiu 3. L'enamorada del traginer 4. So de pastera 5. Jota del castellut 6. Havanera 7. Es festeig des de sa teulada 8. Sa mort d'en Colomer 9. Bolero de l'Alcúdia 10. L'asguilando |

| • Tocs i vares (1983) |
| --- |
| (Edigsa) 1. Res fa (03:47) 2. La garrofera (07:42) 3. Persiles (06:58) 4. A dos quarts de nou (03:37) 5. Flor de marge (05:37) 6. Romanç del Carrascal (06:40) 7. Vinga faena (02:56) 8. Sant Roc (05:03) 9. Jota desconeguda (03:33) |

| • Xarq al-Andalus (amb Muluk el-Hwa) (1985) |
| --- |
| (RTVE-Música) 1. La jove negre-absència (04:33) 2. El viatge de les mans (04:25) 3. Les pigues (03:17) 4. Nostàlgia (03:07) 5. Epístola a un amic (a propòsit de l'ocupació de València per Jaume I) (05:05) 6. La tirania (el carrec capgira les virtuts) (03:56) 7. El jardí (03:10) 8. El vailet nadador (03:00) 9. La riuada. Inundació d'Alzira (04:35) 10. Elegia valenciana (04:59) |

| • Xavier «el Coixo» (1988) |
| --- |
| (Difusió Mediterrània) 1. Porrots (05:38) 2. Xavier 'El Coixo' (04:18) 3. Valset (Instrumental) (04:57) 4. Josep Ramon Martínez (05:16) 5. Tarantel·la di caffarena (03:17) 6. La maregassa (04:27) 7. Toc de marxa (02:40) 8. A Sant Joan (02:44) 9. Ballu Cantadu (5'46") |

| • Europ eu! (1994) |
| --- |
| (PDI) 1. La danseta (01:45) 2. Joan i Karima (16:36) 3. Torne al meu poble (03:37) 4. Aquell matí (03:09) 5. Danseta (01:48) 6. I esta és la història, amics (05:34) 7. Europ Eu! (07:24) 8. A ballar les danses (03:41) |

| • La nit (1999) |
| --- |
| (Picap) 1. A la nit (02'20") 2. La llarga (02'51") 3. Festa (04'05") 4. Passa el temps (04'31") 5. Helena (04'07") 6. Mas de les mates (03'24") 7. Les sirenes (05'52") 8. Bon matí (04'05") 9. Mefisto (03'49") 10. La negociació (04'38") 11. Lluna crua (02'53") 12. La Maria (04'54") 13. Viurem (03'55") |

| • 25 anys en directe (2001) |
| --- |
| (Picap) 1. Bolero (03'25") 2. Sa mort d'en Colomer (02'58") 3. Dansa de nanos (02'15") 4. Dansà (02'45") 5. Processó (04'26") 6. El 2 i 15 (02'05") 7. Romanç de cec (03'52") 8. Lladres (03'12") 9. Cant dels maulets (02'46") 10. Albaes (02'58") 11. Ball de Torrent (14'31") 12. Epístola a un amic (05'28") 13. Jota del Castellut (04'18") 14. La negociació (04'16") 15. Xavier el Coixo (04'13") 16. Les penes són (02'11") 17. Tio Canya (05'31") |

| • Vares velles (2004) |
| --------------------- |
| (Picap)               |

| • Envit a vares (2006) |
| ---------------------- |
| (Picap)                |

| • Vergonya, cavallers, vergonya (2009) |
| --- |
| (Picap) 1. Romanç de cec del Rei Jaume (5'20") 2. Cançó des d'Occitània- Vent d'Autan (5'05") 3. Cançó des d'Occitània- Destrucció i Renaixença (3'47") 4. Cançó des de València- Senyor Rei (3'38") 5. Cançó des de València- Vergonya, Cavallers, Vergonya (1'40") 6. Cançó des de Mallorca- Abu Yahia (1'54") 7. Cançó des de Mallorca- La Balanguera i la Sibil·la (3'15") 8. Cançó des de Mallorca- Vergonya,cavallers (1'48") 9. Presa de Burriana (2'49") 10. Jota de Jaume I (4'45") 11. Cant alternatiu (4'17") 12. Cant de la Muixeranga (2'55") 13. Des de la tomba- Cant de les ànimes ('39") 14. Des de la tomba- Lo meu món (2'28") 15. Des de la tomba- Sent la remor (1'52") 16. Des de la tomba- Jo no sóc (1'24") 17. Des de la tomba- Bateu amb insistència (1'58") 18. Des de la tomba- Sota les meus cendres (1'43") 19. Marxa Jaume (3'00") |

## Videografia
- Una vella música (Pep Ginés, 1984): documental amb Al Tall com a protagonistes, estrenat en les emissions inaugurals de Canal 9
- ? (actuació en playback en un programa de Canal 9)
- La maregassa (1991): de la seua actuació a l'espectacle Quart creixent
- Europ eu! (1994): vídeo promocional per al disc del mateix nom
- Això és Espanya (2004): vídeo per a la cançó del mateix títol
- Del roig al blau (Llorenç Soler, 2005): conté una entrevista a Vicent Torrent (i A Miquel assassinaren en la banda sonora)
- Envit a vares (2006): inclòs en format DVD en el disc del mateix nom

## Curiositats

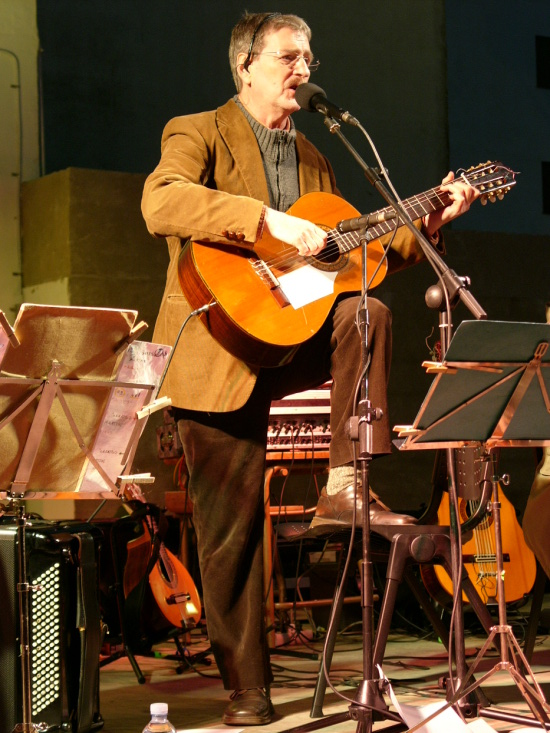
Vicent Torrent en viu a Benissa el 2008

- Contràriament al que hom podria pensar, el nom del grup no prové d'aquella estrofa de Tots em tiren pedraetes que acaba «tot el dia el passa al tall», sinó que -segons Víctor Mansanet- va sorgir durant un dels primers assajos, a l'estiu del 75, en què Vicent Torrent va exclamar «Vinga, ja n'hi ha prou; anem al tall!» mentre la resta de membres intentaven triar un nom per al conjunt.
- Encara que s'han dedicat a la reinterpretació del patrimoni sonor valencià, mai han executat cap versió del Tio Pep, possiblement la cançó popular valenciana més coneguda a tot el domini lingüístic.
- Les portades de quasi tots els discs són obra de l'artista alcudià Manuel Boix, llevat de les de Cançons de la nostra Mediterrània (disseny i fotos de Toni Catany), Xavier «el Coixo», La nit i Vares velles. Això ha fet que, sovint, Boix fóra considerat un membre més del grup i, fins i tot, com «el cinqué Al Tall».
- La xica que apareix nueta en la portada del disc 10 anys és la filla de Vicent Torrent, Maria, que llavors comptava amb només deu anys.
- Paradoxalment, a dos discs tan aparentment conservadors com Tocs i vares i la seua continuació, Vares velles, el grup inclou el so dels sintetitzadors i la improvisació, però sobre estructures rítmicoarmòniques basades en la tradició mediterrània.
- Han gravat versions de les seues cançons Serrat (Per Mallorca), en Banda sonora d'un temps, d'un país (Ariola, 1996); els Obrint Pas (Cant de Maulets), al disc Terra (Propaganda pel fet!, 2002); els italians Banda Bassotti (Processó), en Así es mi vida (Gridalo Forte, 2003); Lluís Miquel i Paco Muñoz (Per Mallorca), en Cançons de la Cançó (2003?); l'últim, el cantautor i ex parlamentari basc Gorka Knörr, que va incloure Per Mallorca en Arimaren zubiak/Ponts de l'ànima (2006?).[25]
- Al Tall, per la seua part, van versionar una cançó de Carlotti amb el títol A sant Joan en el disc Xavier el Coixo, cantada en valencià per Vicent Torrent i en provençal pel mateix autor de la peça; més tard, Miquel Gil (ja en Terminal Sur) en va fer una revisitació en clau de folk-rock, només amb la versió valenciana de la lletra.
- En quasi tots els escrits on s'esmenta el terme italià Riproposta, sovint apareix mal escrit com Ripproposta.[26]
- El darrer disc gravat pel grup abans de la seua dissolució va ser un senzill amb un únic tema (Cant de l'Aplec dels Ports), compost només uns mesos abans expressament amb motiu del XXXIVè Aplec dels Ports, amb la intenció de perdurar en el temps a manera d'himne d'aquesta trobada anual a les terres del nord del País Valencià. La seua portada, obra de Josep Antoni Collado, representa la terra ferma d'aquella comarca, amb el tradicional mur de pedra seca i el seu inabastable cel com a fons.